# Яшнов, Евгений Евгеньевич
Евге́ний Евге́ньевич Я́шнов (15 [28] ноября 1881, Норская мануфактура — 25 июня 1943 года, Шанхай) — русский учёный-статистик, историк, синолог, демограф, общественный деятель, литератор, поэт и публицист.
Окончил Ярославское городское училище (1897). Трижды арестовывался за революционную деятельность в период (1899—04 годов), был сослан в Вологду (1902—1904 гг.), где работал корректором, журналистом в газетах «Северный край», «Самарская газета», «Самарский курьер», «Нижегородский листокъ». После ссылки, в 1905-07 гг., работал в Петербурге журналистом в изданиях «Новости жизни», «Товарищ», «Голос», «Волна». Скрывался в Финляндии, в качестве репортёра выезжал в Германию, Италию и Австрию. Ещё во время вологодской ссылки начал работать в оценочном бюро Губернского земства. После возвращения из Европы уехал в Туркестан, где стал работать статистиком в Туркестанском управлении переселенческого дела в Сыр-Дарьинском районе (декабрь 1907 — весна 1913), проводил полевую статистическую работу по изучению хозяйства кочевых киргизов. Весной 1913 года командирован в Самарскую область для обследования крестьянских и помещичьих хозяйств. В конце мая 1914 — сентябре 1915 гг. был командирован в Северную Персию для статистического обследования хозяйства русских переселенцев. Заведующий отделом продовольственной статистики в Петрограде (сентябрь 1915—1917), статистик-экономист статистического бюро при Управлении делами Особого совещания по продовольствию (с марта 1917 Министерство продовольствия). Осенью 1917 года переехал в Омск, здесь служил уполномоченным Временного Сибирского правительства при КОМУЧе в Самаре (август 1918), занимался продовольственной и кооперативной статистикой по заданию правительства Колчака; уполномоченный Председателя Временного Всероссийского (с 18. 11. 1918 — Российского) правительства П. В. Вологодского (ноябрь 1918 года); консультант и секретарь Совета Ведомства Финансов при правительстве Антонова во Владивостоке (1919 год).
Агент Экономического Бюро при КВЖД в Харбине (1921—1935). Дважды посещал СССР (конец января — середина марта 1923 года, Москва и 1927, Хабаровск). После захвата Маньчжурии японцами и продажи КВЖД японцам жил в Тяньцзине и Пекине. Член Общества изучения Манчжурского края (ОИМК); Исторического кружка в Шанхае (жил в городе с 1938 года).
Автор оригинальной концепции трудоинтенсивного развития сельского хозяйства Китая. В более поздних работах выдвинул идею о демографических циклах в истории Китая.
Писал рассказы и стихи с 1899 года, однако единственный поэтический сборник был издан только после смерти. Более полувека имя Яшнова оставалось забытым для российской историографии, новый виток интереса наметился только в начале XXI века.

## Биография
Евгений Яшнов родился 15 ноября 1881 года в посёлке Норская мануфактура (ныне — Норское) в 12 верстах от Ярославля. Его отец, Евгений Григорьевич Яшнов, занимался покупкой льна для льнопрядильных фабрик для Норской мануфактуры, умер в возрасте 34 лет в конце 1885 года, когда мальчику было всего 4 года. Мать Яшнова происходила из ярославских мещан, работала на фабрике. В своей автобиографии Яшнов отмечал, что матери удалось в одиночку воспитать сына и дать ему образование, не останавливаясь при этом на бытовых деталях.
В 1897 году Евгений окончил Ярославское городское училище. Позже он вспоминал:

Семнадцатилетним (даже моложе) мальчиком, кончившим Ярославское городское училище, не имевшим ни знаний, ни опыта, ни руководителей, тыкался я туда и сюда, словно щенок, потерявший свою конуру. Бывали и очень тугие времена — вплоть до помыслов о самоубийстве и т. п. Вообще «праздник жизни — молодости годы» для меня прошли очень грустно. Но уже с 21-22 лет я понемногу черепашьим шагом стал находить себя и, следовательно, свое место в мире.

Покинув училище, Яшнов больше никогда не возвращался в стены учебных заведений — все его последующие знания, навыки и умения развивались сугубо благодаря упорному самообразованию. В одном из полицейских документов, «Политическом обзоре по Ярославской губернии 1900 г.», сохранились показания бывших соучеников Яшнова, в которых подчёркивалось, что тот «всегда вступал с ними в споры о религии и научно им доказывал противоречия Священного Писания с научными данными, и хотя они не могли с ним согласиться в том, что Бога нет, но что уверения Яшнова были очень доказательны, за что они Яшнова уважали как умного и начитанного человека».
«После арестов и ссылки, — писала жена Яшнова, — он жил около двух лет в Петербурге и Москве, некоторое время скрывался в Финляндии и ненадолго выезжал заграницу в качестве корреспондента от какой-то газеты. Побывал он тогда в Италии, в Вене и в Берлине. Делясь впоследствии своими впечатлениями о Берлине, он рассказывал, что каждый берлинский дворник уже в то время собирался завоевывать Россию».
Уже в эти годы проявляется меланхолично-поэтическая натура Яшнова, о чём свидетельствуют уже первые его письма из Европы, путевые замки в которых, по выражению Переверзева, «сделали бы честь беллетристу самой высокой пробы»:

В Вене на трамвае я кое-как разговорился с кондуктором. Ехали мы мимо самых красивых зданий: Гофбурга, музеев, оперы, университета, рейхстага, ратуши, Votivkirche… Я как-то невольно воскликнул; может ли быть что прекраснее? — О, — ответил кондуктор, невзрачный немчура, — мир еще лучше! — и указал рукой на горизонты. Самый глубокомысленный философ не мог бы сказать ничего более красивого и верного.

В начале августа 1907 года Яшнов перебирается в Ташкент. В письме из Ташкента он писал:

Итак, Вася, привет тебе из Азии. Город очень занятный, не похожий ни на что. Весь журчит: это арыки текут. <… > Здесь всё в зелени; акации и пирамидальные тополя; словно кукушки, воркуют горлинки, стрекочут цикады; толстые сарты едут на тощих осликах; на тротуарах пьют чай; солнце жарит как обалделое; земля трясётся от счастья; небо — как голубой шёлк, звёзды — словно яблоки, а яблоки — словно арбузы, а арбузы — словно десятирублёвые глобусы, а журналисты тупы и старозаветны — как сивые мерины.

Заворожил нас Петроград

Газетно-театральной ложью,

И мы забыли, как горят

Костры зари во славу Божью.

Прильнешь к седлу, взметнется плеть, —

А степь пуста и неоглядна.

И — Господи! — как хочешь жадно

Скакать, устать и умереть!

Пускай лепечут мудрый бред

Философы — седые дети, —

Мне больше, чем все книги эти,

Отрады даст степной рассвет! 
Более полно свои впечатления от общения с крестьянами и помещиками Яшнов изложит через несколько лет в рассказе «У истоков революции (из воспоминаний земского статистика)», опубликованном в эмигрантском журнале «Русское обозрение» в 1921 году.

В 1913 году был командирован в Северную Персию для статистического обследования хозяйства русских переселенцев.
Судьбы запутанный итог,

Сводимый говором копыта,

Пыль сладковатую дорог,

Цвета и гам чужого быта,

Чужой пейзаж, чужой порог,

Восточной девушки ланиты

И речи кружево чужой

Люблю бродячею душой.
Зажги, Пекин, вечерние огни

Морщинистой рукой,

От шопота столетий отдохни,

Глаза на миг закрой.

Пусть вновь нарушат старика покой

Слепой судьбы шаги, —

Ты равнодушною качнешь главой. —

Как тень пройдут враги.

И золоту из за запретных стен

Вновь улыбнется май.

Все в мире суета и тлен,

Недвижим лишь Китай. 
С 1926 года и до 1931 года Яшнов активно пишет статьи для «Вестника Маньчжурии».
Японская оккупация Маньчжурии изменила политическую ситуацию. После продажи КВЖД японцам в 1934 году Харбин покидают близкие друзья Яшнова, в том числе и Н. В. Устрялов. Осенью 1935 года уже и сам Яшнов уезжает в Тяньцзинь. Затем, прожив некоторое время в Пекине, в 1938 году он останавливается в Шанхае, где и остаётся до конца жизни.
После смерти Яшнова в дом его жены переехал Валерий Перелешин, который совместно с Владимиром Слободчиковым подготовил и издал первую и единственную поэтическую книгу Яшнова «Стихи» (1947).

## Личность и характер
Деятельница русской дореволюционной либеральной оппозиции Тыркова-Вильямс вспоминала:

Сын рабочего, он учился только в народной школе, был самодельный интеллигент. И это его мучило. Его многое мучило. Самолюбив и застенчив он был до резкости. <…> Он мне нравился, нравились и его стихи, временами печатавшиеся в «Северном крае». В них была искренность, было чувство слова, было и небольшое дарование. У Яшнова была очень красивая голова, но он был горбун. Щедро задумала его природа и не доделала, испортила, бросила. Чужая красота, полнота чужой жизни вызывали в нем горькое чувство. Он потрясал своими марксистскими лозунгами как шашкой. Мы с ним часто спорили, но за внешней его колючестью была подкупающая прямота и неожиданная мягкость. Не знаю, что с ним потом сделалось, но думаю, что его гордая душа отшатнулась от прежних товарищей, когда они стали называться коммунистами.

Сравнивая Яншова с другим своим другом Иваном Каляевым (впоследствии — убийцей Великого Князя Сергея Александровича) Тыркова-Вильямс отмечала, что «в Каляеве не было внутреннего надрыва, раздиравшего Яшнова».
Душевный надрыв, отмеченный Тырковой-Вильямс, склонность Яшнова к самоанализу, меланхолии и депрессии всё больше проявлялись по мере того, как он с одной стороны всё полнее осознавал невозможность вернуться на Родину, а с другой — всё больше погружался в изучение экономики. Отдушину он находил только в общении с близкими друзьями и книгах:

Жизнь здесь идет прежним темпом и тоном. Философское обнищание прогрессирует, и мы с Н. В. Устряловым порой доходим до того, что пьем «за упокой человечества». «Нет у меня упования на Гвебров и надежды на Ислам; в небесах — пустыня, а земля — лишь кукольный театр», — сказал один старый персидский поэт. Но так как надо же за что-нибудь цепляться, то большую веру подмениваешь маленькими верами (хорошо хоть не верочками) — в работу о китайском крестьянском хозяйстве, в шахматы, в поток прочитываемых книг, в выписки, во встречи, словом — во вседневное.

Во второй половине 20-х гг. Яшнов поддерживал переписку с литературоведом и знатоком творчества Ф. М. Достоевского А. С. Долининым. Проникнув в душевное состояние Яшнова, он писал ему в письме от 14 июня 1927 года:

Затем об испытываемом Вами «стыде за содеянное и сказанное». Стыд за содеянное дело хорошее и хорошо, если на это есть чувствительность. Только я сомневаюсь, чтобы Вы когда-либо совершали «постыдные» деяния и потому у Вас, конечно, это гипертрофия. А вот стыд за сказанное находит у нас вообще, вернее должно было бы находить более пищи. Да и то вероятно не у Вас. Впрочем, Вы указываете совсем не ту причину, у Вас стыд из-за «непреодолимой ничтожности всех наших дел и помыслов». Вообще наша комариность пред лицом непостижимого мира — это одна из наиболее доминирующих нот Вашей души и Ваших мыслей <…> Центральный интерес для меня имеет то место Вашего письма, где Вы говорите, что, повидав много видов религиозности и при том подлинной, Вы пришли «к выводу об относительности религиозных форм и символов веры», что у Вас нет объективных оснований для признания христианства высшей формой. Опыт других религий и сочувственное восприятие его относительных прав есть и для меня очень близкое и если хотите сравнительно новое.

Однако постепенно свелась на нет и переписка с Долининым. В одним из последних, так и не отправленных писем (от 6 апреля 1928 года), Яшнов писал:

Я не так загружен работой и заботами, как Вы, и, однако, пишу редко. Правда, есть у меня оправдание: одно время у нас стали говорить, что у вас там подозрительно относятся к переписке с заграницей. И хотя Харбин — полурусский город с большой и чисто-советской и полусоветской колонией. Но все же я задумался. Впрочем, по-видимому, это преувеличено. Тем более, что наша переписка такая типично личная. Есть и другая — более, б.м., важная причина моего молчания: не то я опустел душевно, не то запутался… Трудно собраться с мыслями. Один лишь туман.

## Поэтическое творчество
Сочинения Яшнова стали появляться в печати с декабря 1899 года, когда вышла его первая публикация — рассказ «В поезде» («Северный край», 1899, 25 декабря; «цикл» путевых зарисовок продолжают рассказы «В вагоне» — там же, 1903, 17 июля; «В дороге» — там же, 1904, 14 марта)).
После высылки в Самару в 1902 году продолжил публиковаться в местных изданиях.
Первая выявленная публикация стихов Яшнова — «Новогоднее. (Отрывок)» («Самарский курьер», 1905, 1 января). Исследователь С. И. Субботин дал ему такую характеристику: «Насыщенное революционной риторикой стихотворение. Тяготеет к сложившейся в XIX веке традиции русских переводов из Г. Гейне (с их т. н. холостыми строками); „гейневский“ тип строфики и рифмовки в стихах „Люди ждут… На небе тучи…“ („Самарская газета“, 1905, 29 марта), „В дворянской
усадьбе“ (там же, 9 июня). Во втором стихотворении из цикла „Осенние мотивы“ (I. „Поднимает утро над рекою…“; II. „Осенний вечер сквозь сеть сквозную…“) („Самарский курьер“, 1905, 25 сент.) и в некоторых позднейших стихах использовал 4-стопный ямб с цезурным наращением, получивший распространение в русской поэзии после опытов К. Д. Бальмонта и М. А. Лохвицкой».
Тогда же происходит соприкосновение Яшнова с кругами столичной литературно-художественной элиты. После его смерти вдова — Любовь Георгиевна Яшнова — вспомнит рассказы мужа о том, что он «знал в ту пору Вячеслава Иванова, Фёдора Сологуба и других. Встречался с Александром Блоком, стихи которого очень высоко ценил, понимал и увлекался ими до самой смерти».
После возвращения из Европы отошёл от литературной и публицистической деятельности.
В марте 1912 года ближайший друг Яшнова Александр Александрович Смирнов предпринял попытку продвинуть в печать полученные от друга стихи. Он отправил их на остров Капри Максиму Горькому, с кем состоял в давних приятельских отношениях, одновременно с открыткой: «…посылаю заказной бандеролью стихи Евг. Яшнова: посмотрите, не подойдет ли в „Сборник“. Мне думается, что у него есть дарование, и оно развивается, но ещё не нашло себя. Душа у него — глубокая и певучая, с сильной религиозно-философской складкой (в хорошем смысле — искренней <так!>, без кувырканий)».
Ознакомившись с ними, Горький решил не включать в готовящееся издание стихи обоих поэтов, ответив 25 апреля (8 мая) 1912 года Миролюбову: «Стихи Блока переданы <К. П.> Пятницкому, он их и вернет Вам. Мне они показались пустыми. У Яшнова, несмотря на „плечи Ра“, были стихи интересней. „Детский — немецкий“ тоже не ахти как остроумно, умалчивая о том, что „немецкий“ — неверно, а „сахарные ножки“ — совсем уж ерунда».
Тем не менее Горький счел необходимым довести и свое мнение, и мнение Миролюбова до автора понравившихся ему стихов. Об этом известно из горьковского письма Треплеву (от 5 мая 1912 года), не успевшего войти в академический эпистолярий писателя:

Стихи г. Яшнова я показывал В. С. Миролюбову и возвращаю рукопись с его пометками. Я тоже согласен, что рифма «вечера» и «плечи Ра», может быть — виртуозна, но — вычурна. Поэзия живет все-таки там, где больше простоты. «Лазоревка, тинькая, бога на ветку зовет» — а я не верю этому, и мне кажется, что лазорев-ка-то — Зинаида Гиппиус. И — «коряга — как — акула» — не очень красиво. <…>
А, за всем этим, стихи г. Яшнова нравятся мне. Было бы прекрасно, если бы он заставил себя писать попроще, а то «феллахи — бисмилляхи» очень уж кокетливо.

Стихи Яшнов продолжал писать до конца жизни, хотя на склоне лет он писал мало и с большим трудом. В одном из писем (около 1928 года) учёный прямо писал о поэтическом «высыхании»:

От меня стихи ушли. Может быть в силу внутреннего усыхания, м.б., по отсутствию окружения (это очень много значит!) и, наконец, м.б., потому, что нельзя же безнаказанно писать экономические книги и статьи. Для них необходимы какая-то совершенно иная упрощенная конструкция мышления, и раз к ней привыкнешь, то трудно вернуться к поэтическому бреду: так и лезут из-под пера суконные фразы. Но я не огорчаюсь. Был же у меня период от 20 до 30 лет, когда я почти не писал стихов, а просто жил и был по-своему счастлив и несчастлив. Конечно, экономика (да еще на чужбине) не дает удовлетворения. Вот кончил еще одну книгу («Китайская колонизация Северной Маньчжурии и ее перспективы») — смотрю на нее, как муж на родившегося у жены от постороннего мужчины ребенка. При чем тут я?.

## Научный вклад

### «Китайское крестьянское хозяйство в Северной Маньчжурии: Экон. очерк» (1926)
Научная карьера Яшнова была неотделима от его профессиональной деятельности. Как сотрудник КВЖД в 1922—1924 годах он осуществил статистическое исследование 70 хозяйств в 18 уездах Гиринской и Хэйлунцзянской провинций, прилегавших к КВЖД; сведения об этих хозяйствах были собраны по очень подробной программе, типичной для русских исследований бюджетного характера. Данное исследование и легло в основу книги «Китайское крестьянское хозяйство в Северной Маньчжурии: Экон. очерк» (1926), которая и принесла Яшнову известность как учёному и была удостоена медали Русского географического общества. Изложению статистического материала в книге предшествовала, по выражению анонимного рецензента, «превосходная глава об источниках, исчерпывающий перечень и особенно критика которых явится огромным подспорьем для всякого, занимающегося вопросом сельско-хозяйственной экономики Китая». Этот же рецензент отмечал, что главы с критикой отчетов Министерства Земледелия и Торговли и глава о мерах и денежных единицах в Китае и Маньчжурии имеют самостоятельное непреходящее значение даже в отдельности от всего последующего изложения.
От цифр приподнимаешь взгляд,

И видишь — годы вдаль летят

Колонной журавлиной.

Любви трагический дымок,

Да дум развеянный песок,

Да сердца Хладный иней.

Мое печально ремесло:

Доказывать, что лишь число

Лежит в основе мира.

(Закономерность величин

В мятелях следствий и причин

Над жизненной пустыней!)

Счастлив был, может, только раз

С забытым другом в поздний час

В хмельном чаду трактира.

Да радость горькую порой

Дарила праздною игрой

Прельстительная лира.
Глава IV («Северная Маньчжурия») и отчасти глава V («Сельское хозяйство в Северной Маньчжурии») носили описательный характер и в сжатом виде повторяли статистическую информацию, ранее издававшуюся в изданиях Экономического Бюро КВЖД. Само исследование начинается только с главы VI («О строении хозяйства»), за которой идет исследовательский анализ капитала, доходов и расходов китайского хозяйства в Северной Маньчжурии, питания крестьян и итогов их хозяйственной деятельности. В этих главах Яшнов даёт детальное описание инвентаря, утвари, построек, а также рациона питания крестьян. Пользуясь данными о средних размерах капитала на единицу площади фактического посева, учёный исчисляет общие размеры капитала, вложенного в крестьянское хозяйство Северной Маньчжурии, а также дает расчеты амортизации хозяйственного капитала. В заключение в работе Е. Е. Яшнова приведены сравнительные данные о капитале китайского хозяйства Северной Маньчжурии и русского крестьянского хозяйства советского Дальнего Востока. Одновременно с исследованием китайского крестьянства, произведенным в Северной Маньчжурии Экономическим Бюро КВЖД, Дальневосточное статистическое управление организовало бюджетное исследование 201 русского крестьянского хозяйства Забайкальской, Амурской и Приморской губерний, результаты которого были опубликованы в книге А. С. Мишкина: «Крестьянские бюджеты Дальневосточной области». Хабаровск, 1925 год. Данными этого исследования и воспользовался Е. Е. Яшнов для сравнения капитала русского и китайского крестьянского хозяйства.
В заключении Яшнов приходит к выводу, что капиталы, вложенные в сельское хозяйство Северной Маньчжурии приблизительно распределяются так: земля — 57 %, строения — 15 %, скот — 9 %, мертвый инвентарь — 6 %, домашнее имущество — 13 %. Сумма капиталовложений по расчету как на душу населения (117 зол. рублей у русских и 100,5 мекс. долларов у китайцев), так и на единицу посевной площади (172 у русских и 118 — у китайцев) у китайских крестьян ниже, чем у русских. Китайцы вынуждаются здесь к крайней экономии, так как около 60 % основных средств у них отнимает земля, которая русскому переселенцу достается бесплатно. Из общей суммы всего капитала (без земли) и те и другие одинаковые части расходуют на хозяйственный инвентарь (14 %) и домашнее имущество (29—ЗЗ%); из остальных видов капитала русские крестьяне большую долю уделяют скоту (28 % против 25 % на постройки), а китайские — постройкам (35 % против 22 % на скот).
Последняя глава книги сводит воедино добытые исследованием конкретные выводы и пытается создать общую картину сельского хозяйства Северной Маньчжурии. Здесь же автор излагает дискуссию между марксистами и народниками по вопросу об эволюции крестьянского хозяйства (марксисты считали, что можно говорить о дифференциации крестьянства, вымывании из деревни середняка, народники опровергали эту идею, утверждая, что современная дифференциация имеет многовековую историю и ничем не отличается от ситуации, существовавшей ранее), которая была неразрывно связан с более давней и куда более масштабной дискуссией о природе крестьянского общества, которую мог, либо не мог объяснить «закон убывающей производительности затрат в сельском хозяйстве». «Сущность его [закона], — писал Яшнов, — состоит в том, что в сельском хозяйстве на любом его данном техническом уровне всякая новая затрата труда или капитала на ту же площадь земли сопровождается не увеличивающимся, как в индустрии, а уменьшающимся количеством получаемых на единицу затрат продуктов (иначе говоря, продукты становятся при этом не дешевле, а дороже). В такой общей формулировке закон принимают, повидимому, все. Возражения начинаются, когда вводят новое условие: изменение технического уровня хозяйства (применение улучшенных орудий, семян, удобрений и т. п.)». Учёный отмечал, что опыт Северной Маньчжурии и Китая вообще не подтверждает теории о неизбежной дифференциации крестьянства и концентрации земельной собственности, а наоборот. Критикуя А. Мануилова, который в своей книге «К теории сельскохозяйственной эволюции», отмечал, что «… крупное хозяйство, под которым мы понимаем хозяйство, обладающее большими капиталами, имеет все шансы на победу над мелким хозяйством», Яшнов указывал, что наличествующий у него материал свидетельствует об обратном — крупные хозяйства всегда будут проигрывать мелким и парцелляция (дробление) крупных хозяйств является более естественным и более расхожим явлением, чем их укрупление.
Реакция и критика. Исследование Яшнова получило одобрительный отзыв от его близкого знакомого и соратника по работе в Харбине Н. К. Федосеева, который сравнил труд русского учёного с похожим исследованием Джона Лоссинга Бака, которое охватывало 2866 хозяйств из 17 районов в Центральном Китае, выделив слабые и сильные стороны обоих исследований. При этом радикально отличающаяся программа исследований сделала почти невозможным сравнение выводов для Северной Маньчжурии и Центрального Китая.
Куда менее комплиментарным в своих оценках работы оказался анонимный рецензент в статье, подготовленной в «Вестнике Маньчжурии». Высоко оценив саму попытку статистической описи для Китая — страны, бедной на любую отчётность, — он пришёл к выводу, что материала недостаточно для составления каких-либо выводов, тем более таких, к которым приходит Яшнов. Ещё более резкой критики книга удостоилась от марксистов. Лайош Мадьяр в книге «Экономика сельского хозяйства» отмечал: «Яшнов Е. Е. написал книгу в 525 стр., чтобы доказать как раз на примере в Маньчжурии, что в анализе аграрной проблемы правы были народники, а не марксисты… При этом из его полемики видно, что он читал о Марксе, но не читал Маркса…».

### Последующие работы
В 1931 году свет увидела статья китайского учёного Ли Сыгуана, в которой автор указывал на периодичность войн в истории Китая. Опираясь на данные Ли, Яшнов «объяснил эту цикличность действием демографического фактора и дал первое описание механизма демографического цикла в истории человеческого общества».

## Память
Рассказывая про Яшнова,

Лариса Андерсен мне призналась:

 «Знаете... Я же его...

Любила?., да нет… не вполне.

Любила, но больше побаивалась.

Он сложный был очень с людьми.

Боязни потом поубавилось.

Но, честно сказать, и любви.

А я его все донимала,

хотя его как ни стыди…

«Ну что ж вы так пишете мало стихов,

а статьи да статьи…»

А знаете, что он ответил?

Как будто к чему-то готовясь,

став ликом иконно светел:

«Статистика — тоже совесть».

 
В предисловии к посмертному сборнику стихов Л. Г. Яшнова отмечала, что её покойный муж был более известен как китаевед и остался совсем неизвестен как поэт. Беспокоясь о сохранности архива покойного мужа Яшнова передала часть архива китаеведу С. А. Полевому, жившему в США и работавшему в Гарвардском университете. Сюда вошли только что изданный сборник, некоторые письма, две небольшие рукописи и переплетенная тетрадь стихов. Последние годы жизни вдова Яшнова жила в Свердловске. По утверждению Е. Таскиной, Л. Г. Яшнова перевезла прах мужа и похоронила в Свердловске.
Вернувшись в Россию, Яшнова мечтала о том, чтобы работами мужа пользовались отечественные ученые, поэтому она отправила академику B. М. Алексееву в дар книги Е. Е. Яшнова. Несмотря на это последующие 50 лет о Евгение Яшнове советские историки не вспоминали. Спустя практически полвека с момента смерти учёного советский историк Мугрузин с удивлением отмечал, что идеи оригинального русского учёного остались неизвестны научному сообществу, о нём нет ни статей в биобиблиографических справочниках, на них не ссылаются отечественные учёные. Коротко идеи Яшнова были упомянуты в сводной статье Белоглазова, посвящённой харбинским ориенталистам (1988 год). В последующие годы именно Белоглазов занимался анализом научного вклада Яшнова (статьи 1998 и 2016 гг).
Более полные биографии Яшнова были написаны лишь в конце XX — начале XXI века: в 1999 году Амир Хисамутдинов опубликовал статью, опираясь на архив С. А. Полевого, который содержал и часть архива Яшнова («Поэт и ученый Евгений Евгеньевич Яшнов» («Россияне в Азии» (Торонто). № 6. С.219-233; ее вариант — Проблемы Дальнего Востока, 2002, № 4, с. 169—177)); чуть позже российские исследователи Переверзев и Субботин подготовили биографическую статью, а также составили наиболее полный перечень литературных работ Яшнова.
В 2014 году российский поэт Евгений Евтушенко написал стих «Баллада об одном статистике», в котором изложил ту информацию о Яшнове, которую получил в ходе общения с другой известной поэтессой-эмигранткой Ларисой Андерсен.

## Список работ

### Книги
Перечень книг включает также рецензии на них

| Доэмигрантские художественные работы - Яшнов, Евгений. Голоса молодости : Три рассказа / Евг. Яшнов. — Санкт-Петербург : тип. спб. т-ва «Труд», 1906. — 31 с.; 19. — (Книгоиздательство «Утро». Беллетристика; № 12; Отд. 4). - Яшнов, Евгений. В каменном городе : [Рассказ] / Евг. Яшнов. — Санкт-Петербург : тип. спб. т-ва «Труд», 1906. — 15 с.; 19 - В столице / Яшнов Евгений. — СПб.: Б. и., 1907 Доэмигрантские работы по статистике - Достаточно ли хлеба в России? / Яшнов Е.. — Пг.: Министерство продовольствия, 1917 - Постановка и объединение кооперативной статистики в Сибири / Яшнов Е. Е.. — Томск: Б. и., 1918 | Научные работы, изданные в миграции - Яшнов Е. Е. Китайское крестьянское хозяйство в Северной Маньчжурии: Экон. очерк / Предисл. Г. Н. Дикого. — Харбин : Тип. КВЖД, 1926. — 525 с. - エ・エ・ヤシュノフ （著）,[https://iss.ndl.go.jp/books?rft.au=イエ・イエ・ヤシノフ+著&search_mode=advanced 支那農民の北満植民と其前途 （露亜経済調査叢書 １９３１] (дословный перевод) Е. Е. Яшнов (автор). Перевод и редакция Исследовательского отдела Департамента общих дел АО Южно-Маньчжурская железная дорога (ЮМЖД). Освоение Северной Маньчжурии китайским крестьянством и (его) будущее. Издание газеты «Осака Майнити», 1931. 2, 402, 6 c. - 北满农业. Бэймань нунъе (Сельское хозяйство Северной Маньчжурии). 哈尔滨, 1928. 312 页 (Харбин, 1928. Б.и. 212 с.) Козлов Г. Книга по политической экономии феодализма // Коммунист. — 1957. — № 9. — С. 123—129. - ЯШНОВ Е. Е. Китайская колонизация Северной Маньчжурии и ее перспективы. С пред. Г. Н. Дикого. — Харбин, изд. Кит.-вост. яс д., 1928, 291 стр. 4- 1 карта. - Рец. ВМ, 1928, 6, стр. 17 — 19. - Общество изучения Маньчжурского края (Харбин). [Издания] : серия Д / О-во изуч. Маньчжурского края. — Харбин : Изд-во О-ва изуч. Маньчжурского края, 1927-____. — 19 см. Вып. 11: Население и крестьянское хозяйство Китая : (обзор источников) / Е. Е. Яшнов. — 1928. — 119 с. скрыть ЯШНОВ Е. Е. Население и крестьянское хозяйство Китая (обзор источников). — Харбин, изд. ОИМК, 1928, 119 стр. [Критика статистических сведений.] - Яшнов Е. Е. Особенности истории и хозяйства Китая. — Харбин : Тип. Н. Е. Чинарева, 1933. — 120 с. - Сельское хозяйство Китая в цифрах (Отд. отт. из журн. «Вестник Маньчжурии», № 6-10, 1932 г.) - Яшнов Е. Е. Очерки китайского крестьянского хозяйства. — Харбин : [б. и.], [1935]. — XV, 231 с. Сборник поэзии, изданный посмертно - Яшнов Е. Е. Стихи. — Шанхай : Изд-во Л. Г. Бессонова-Яшнова, 1947. — 100 с. |

### Статьи в журналах и сборниках
- Яшнов Е. Колонизация Туркестана в последние годы // Вопросы колонизации. — 1915. — № 18;
- Вестник Маньчжурии. 1926. № 9;
- Северная Маньчжурия за три года. 1927. № 10. С. 6-9;
- Урожай хлебов в Северной Маньчжурии // Вестник Маньчжурии. 1927. № 12. С. 21-25;
- Источники познания населения и крестьянского хозяйства Китая // Вестник Маньчжурии. 1928. № 2. С. 54-62; № 3. С. 55-67;
- ЯШНОВ E. Е. История и народное хозяйство К. (К теории истор. кризисов в К.) — ВМ, 1929, 9, стр. 72 — 87; 10, стр. 65 — 77.
- Сельское хозяйство Китая в цифрах [Текст] = Chinese agriculture in figures / Е. Е. Яшнов=E. E. Yashnoff. — Харбин : [б. и.], 1933. — 107 с., 1 л. табл. : табл.; 32 см скрыть Отд. отт. из журн. «Вестник Маньчжурии», № 6-10, 1932 г.
- 4835. ЯШНОВ. Китайское крестьянское, хоз-во. -ЭВМ, 1924, 32, стр. 3 — 8.
- ЯШНОВ Е. Доходы кит. крестьянского хозяйства. — ЭВМ, 1924, 36, стр. 3 — 8.
- ЯШНОВ Е. Источники познания населения и сельского хозяйства К. — ВМ, 1928, 3. стр. 55 — — 66.
- ЯШНОВ Е. Е. Перспективы колонизации М. —ВМ, 1928, 5, стр. 30—42+схема
- ЯШНОВ Е. Е. Китайское и русское крестьянск. хоз-во на Д. Востоке (опыт сравп. характеристики). — ВМ, 1926, 9, стр. 1 — 13.
- ЯШНОВ. Е. Е. Основы быта кит. деревни. — ВМ, 1930, 7, стр. 40 — 45; 8, стр. 53 — 61.
- ЯШНОВ Е. Е. Быт кит. деревни.—ВМ, 1930,8,стр.53-61.
- ЯШНОВ Е. Е. Основы быта кит. деревни. — ВМ, 1930, 7, стр. 40 —45.

(Л), ВМ, 1929, 4, стр. 111—112.
7320. ТРЕТЧИКОВ Н. Г. Библиография финансов Витас.
(Книги и журнальные статьи на русскоги и английском яз. по
год включительно.) Под ред. и с пред. Н. А. Сотницкого, препода
вателя экономического отделения юридического факультета Р
Харбине и старшего агента экономического бюро КВжд. — [Харбин,
1930,J4 пси.+70 стр. (Юридический факультет в Харбине/.
[Снабжена аннотациями. Советская литература случайна.]
Рец. (Яшнов, E. Е.), ВМ, 1930, 6, стр. 110. Библ. Бюлл. 1930, Ц[
стр. 23.